# Conducteur de train à la SNCF

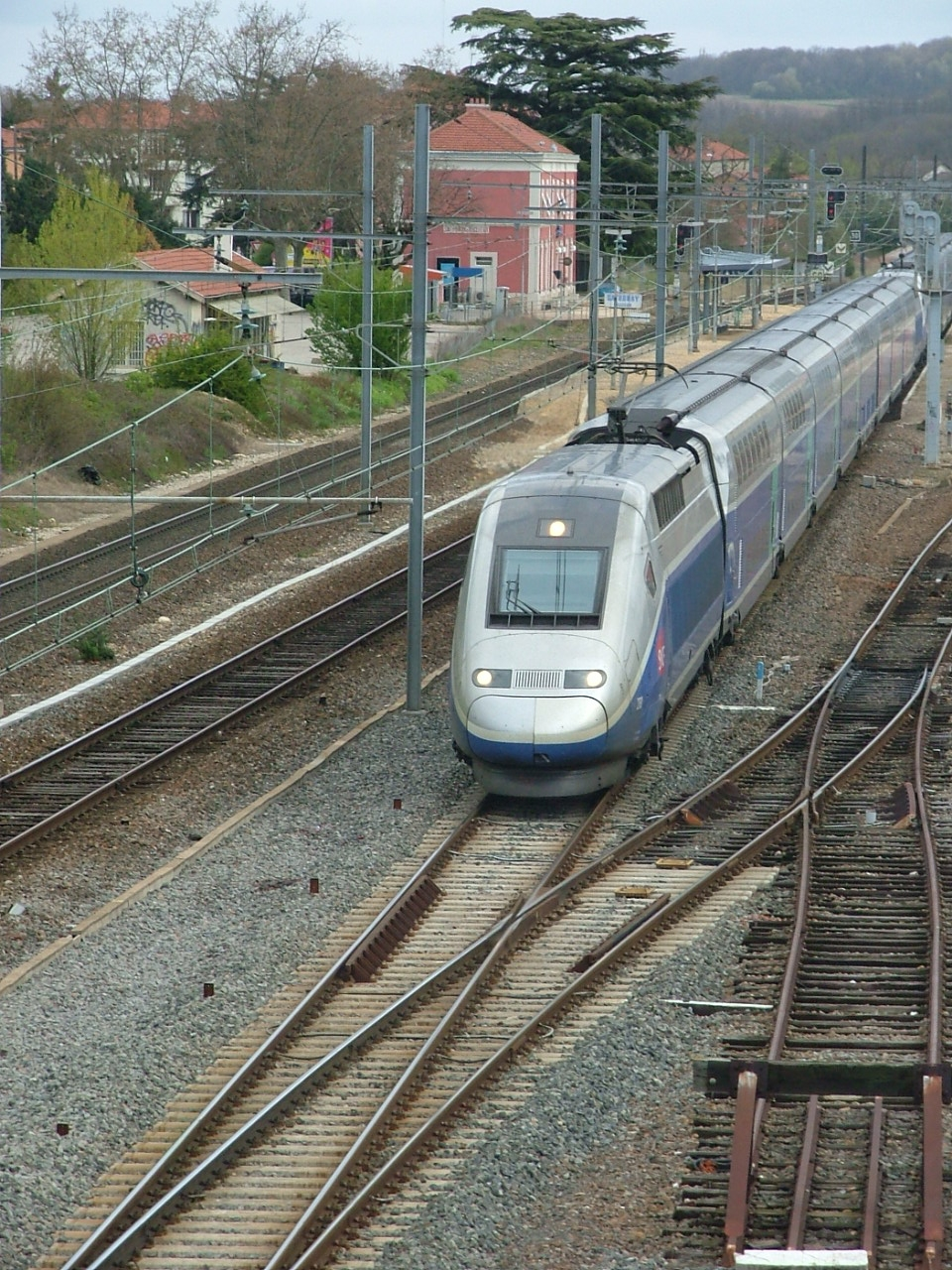
Un train de la SNCF : une rame TGV Duplex.

Un conducteur de train à la SNCF est un agent de la Société nationale des chemins de fer français (SNCF) chargé de la conduite des trains. Dans le jargon cheminot de l'entreprise les anciennes appellations de mécanicien ou mécano, apparues du temps des locomotives à vapeur, sont encore régulièrement utilisées.

## Définition légale
La fonction de conducteur de train à la SNCF est définie par l'arrêté du 30 juillet 2003 relatif aux conditions d'aptitude physique et professionnelle et à la formation du personnel habilité à l'exercice de fonctions de sécurité sur le réseau ferré national français, émis par le ministère des Transports. L'article 2 précise notamment : le conducteur est un « agent chargé de la conduite d'un engin moteur sur une voie ferrée ».
Ce document définit également les autres métiers de l'exploitation ferroviaire, ainsi que les procédures que doivent appliquer les entreprises ferroviaires pour l'habilitation et le contrôle des aptitudes de leurs agents.

### Dimension réglementaire
Les conducteurs doivent respecter un ensemble de règles définies par SNCF Réseau, dans le cadre des dispositions de l’article 10 du décret no 2006-1279 du 19 octobre 2006 modifié relatif à la sécurité des circulations ferroviaires et à l’interopérabilité du système ferroviaire. Ces règles sont également valables pour les conducteurs d'autres entreprises que la SNCF. 
La documentation d'exploitation, en particulier, établit les règles nécessaires à la circulation des trains. On peut trouver dans la base documentaire de l'Établissement public de sécurité ferroviaire des règlements spécifiques à l'exploitation, qui s'imposent aux conducteurs (exemples : « Dangers relatifs aux personnes et aux voyageurs dans les emprises ferroviaires ou à proximité », « Prescriptions concernant l'utilisation du dispositif d'avertissement sonore d'un engin moteur / Détournement », ou encore « Respect par les conducteurs de l'horaire prévu »).

## Organisation du travail et règles

### Généralités
Un conducteur en mission est tenu de respecter un certain nombre de règles qui sont susceptibles d'être renforcées par des consignes spécifiques. Il doit notamment :
Le respect absolu de la réglementation de sécurité des circulations. Cela comprend une attention permanente à la signalisation, à l'environnement autour des voies, à son propre train et aux autres circulations. Il peut recevoir, quand les circonstances l'exigent, des restrictions, des consignes particulières de circulation ou encore l'ordre d'inspecter son train ou la voie.
La ponctualité dans le respect des réglementations de sécurité, le conducteur s'efforce de faire circuler son train à l'heure quand les conditions le permettent. Chaque train régulier dispose d'un sillon horaire, indiquant les horaires prévus aux arrêts et à des points de passage en ligne. Ces horaires sont repris dans un recueil d'horaires en service banlieue ou dans une fiche train pour les autres trains de voyageurs ou de marchandises, et permettent au conducteur de régler son allure.
Dans le cas de trains de voyageurs, il contribue à l'information en cas de perturbation, directement ou par échange avec le/les chef(s) de bord et/ou le/les contrôleur(s) présent(s) à bord.
Lors de pannes ou d'incidents sur le matériel, il peut effectuer un dépannage de son engin moteur ou des autres véhicules du train. Il s'appuie sur des instructions réglementaires et un guide de dépannage (GD) spécifique à chaque catégorie de matériel roulant. Il peut ainsi intervenir sans risquer de manipulations dangereuses pour lui, le matériel ou les voyageurs. Il peut parfois faire appel à un support technique (interne à la SNCF ou assuré par le constructeur du matériel). S'il n'est pas possible de résoudre le problème, en principe quinze minutes après l'arrêt du train, le conducteur demande le secours, mesure qui déclenche l'intervention d'une assistance par un autre train,.
La journée d'un conducteur de trains commence à sa prise de service (PS) et se termine à sa fin de service (FS). Ces deux horaires sont précis à la minute près.

### Prise de service (PS)
Le conducteur de train prend son service, au plus tard, à l'heure prévue dans le dépôt ou l'annexe dont il fait partie. Il se présente au bureau de commande, surnommé la feuille à la SNCF, prend connaissance des modifications éventuelles apportées à sa journée de service. Il doit ensuite consulter son casier dans lequel des documents ont pu lui être transmis, comme : des rectificatifs de textes réglementaires, des avis de sécurité (par exemple des avis de travaux ou de modifications de la signalisation), des fiches trains donnant les horaires des prochains trains qu'il va conduire, ou le courrier habituel dans toute entreprise (tracts ou documents administratifs),.
Il doit ensuite s'informer des incidents ou modifications de dernière minute qui ne sont pas encore inclus dans les documents précédents.

### Avant la conduite

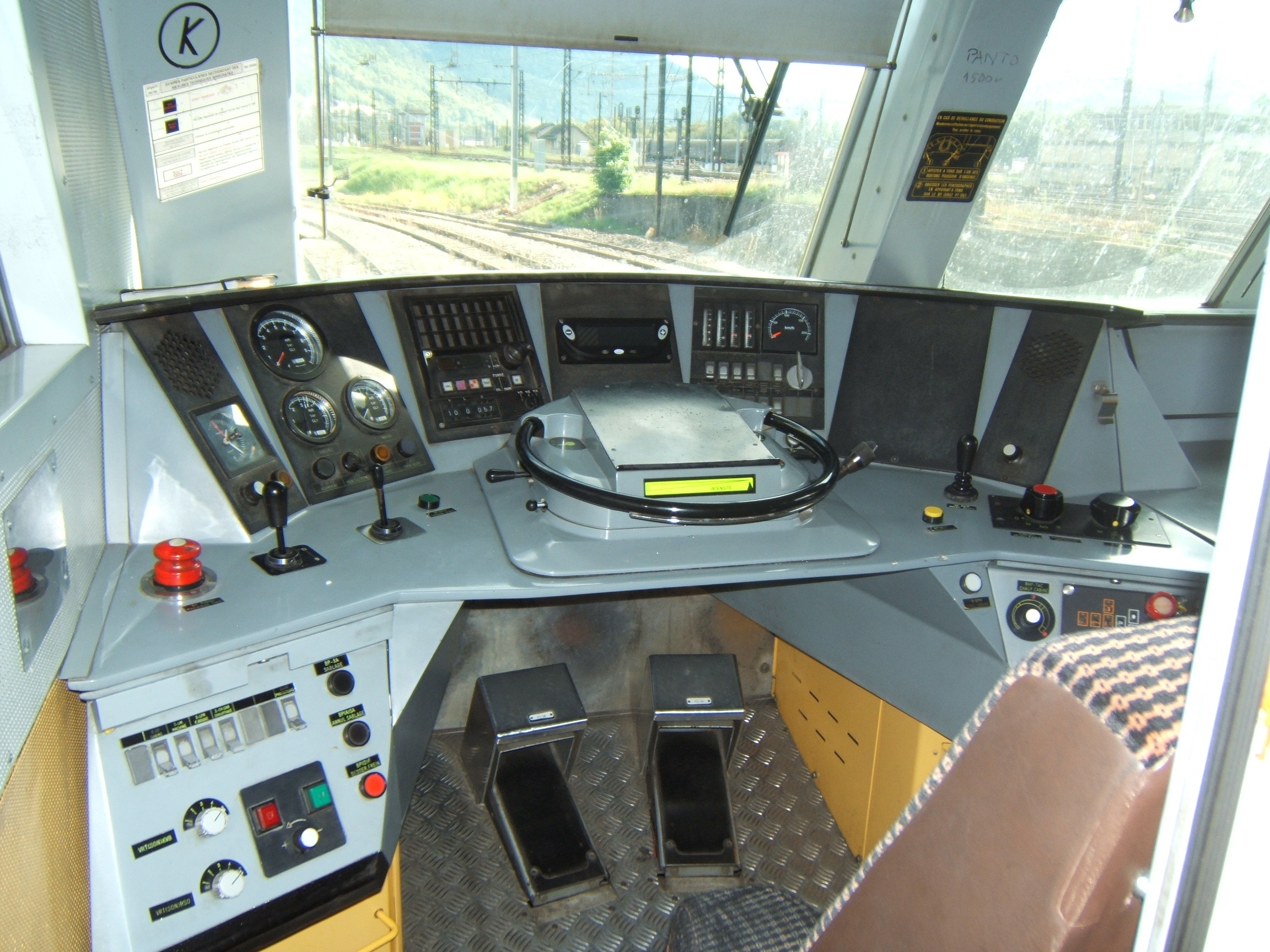
Pupitre de conduite d'une locomotive électrique BB 26000.

Deux cas de figure se présentent au conducteur. Il peut avoir à relever un collègue sur son train : il lui demandera alors les informations relatives au train et à la machine, que son collègue lui communiquera lors de l'échange.
Dans le cas contraire, le conducteur va préparer sa machine ou sa rame. Quand l'engin n'est pas encore en service, il effectue ce qu'on appelle une préparation courante ou PC, une suite précise d'opérations lui permet de vérifier le bon fonctionnement de l'ensemble des appareils à bord. Il vérifie notamment :
- les systèmes de sécurité, comme le contrôle de vitesse (en particulier, KVB et TVM pour les TGV), le contrôle de veille du mécanicien (VACMA), ou le dispositif de freinage d'urgence ;
- le bon fonctionnement des équipements de traction et de freinage ;
- la présence au complet des agrès de sécurité permettant de faire la protection d'obstacle en ligne ;
- globalement, que l'engin, compte tenu les éventuelles restrictions, est en mesure d'assurer le service prévu.

Si toutes les conditions ne sont pas remplies, un échange de matériel est effectué.
Le conducteur étudie également le train qu'il va conduire. Pour les rames à composition variable, l'agent qui a eu la responsabilité de la formation du train (raccordement des voitures, du frein, etc.), appelé agent formation, remet au conducteur un bulletin de freinage (anciennement bulletin de composition). Cette fiche lui donne l'ensemble des éléments qui vont lui permettre de régler sa vitesse en fonction de ce que les lignes empruntées autorisent, comme notamment :
- la catégorie de train : marchandises, messagerie, voyageurs ;
- la vitesse limite du convoi ;
- sa masse en tonnes et sa longueur en mètres ;
- ses capacités de freinage.

Ces données sont entrées par le conducteur dans les systèmes de sécurité à bord, qui surveilleront leur respect. Certaines vérifications comme le contrôle de vitesse ne peuvent être faites que lorsque les lignes empruntées sont équipées pour cela.
Avant le départ, une fois la formation du train achevée, il effectue avec l'agent formation (éventuellement remplacé par un système automatique) un essai de freins plus ou moins poussé selon les circonstances (essai de raccordement, essai complet…). Si l'essai n'est pas concluant, le règlement indiquera des restrictions à l'agent, avec des réductions de vitesse voire l'interdiction de circuler. En ce cas, le conducteur ne part pas et il faut remplacer le matériel.

### La conduite
La conduite du train requiert une attention constante du conducteur à un certain nombre de choses simultanément. Il est le plus souvent seul dans sa cabine de conduite en situation normale.
Il s'assure que le train circule en toute sécurité :
- Il observe la signalisation qu'il rencontre au fur et à mesure qu'il avance et s'y conforme, en réduisant sa vitesse ou en s'arrêtant selon les indications données.
- Il surveille l'environnement et l'infrastructure (voie, caténaire le cas échéant, passages à niveaux, chantiers, vérification que l'itinéraire vers lequel il est orienté est le bon…) afin de s'arrêter si possible avant un éventuel obstacle ou ralentir quand les circonstances l'exigent, ou détecter des défauts à signaler.
- Il est attentif à toute vibration, choc anormal, ou indices en cabine qui pourraient être causés par un obstacle ou un déraillement, surveille visuellement son train et les trains croiseurs.

Dans le même temps il est aux commandes de son engin moteur.
- Il surveille les indicateurs à sa disposition sur le pupitre de sa cabine de conduite : manomètres pour les pressions des circuits de freinage, voltmètres et ampèremètres pour le courant d'alimentation des moteurs, indicateur de vitesse, appareils de sécurité.
- Il règle sa vitesse en tractionnant ou en freinant selon l'allure à prendre. Il connait préalablement le profil de la ligne et, dans la mesure du possible, utilise cette connaissance pour adopter une conduite adaptée, permettant des économies d'énergie en ne tractionnant que lorsque c'est nécessaire et de ne pas stresser le matériel par des à-coups de freinage ou d'accélération.

La complexité des opérations est très variable selon les engins. Elle peut se révéler particulièrement délicate sur des engins équipés de motorisations anciennes, avec des interventions fréquentes pour ne pas détériorer les éléments de traction. À l'inverse, les engins modernes sont beaucoup plus ergonomiques et faciles à commander pour le conducteur, sans pour autant que son rôle soit cantonné à la simple conduite, tant pour la supervision des incidents matériels éventuels qu'en cas de situation perturbée du trafic.
En ligne, il peut occasionnellement recevoir des ordres ou des questions, ou entrer en contact avec les agents au sol responsables de la sécurité des circulations : régulateur, agent-circulation, aiguilleur ou garde d'un poste. Il dispose pour cela :
- de la radio sol-train (RST) ou GSM-R sur les lignes équipées ;
- d'un téléphone GSM prévu à cet effet sur certaines lignes non équipées de radio ;
- de téléphones au pied des signaux.

Les ordres concernant la sécurité des circulations ne sont, cependant, qu'exceptionnellement remis par radio (dépêche), et sont normalement remis en main propre (bulletin) ou par téléphone le cas échéant avec un arrêt imposé au train. Sur la LGV Nord, où circulent des conducteurs étrangers, les dépêches utilisent des formulaires préétablis et normalisés, afin de permettre la communication entre deux locuteurs n'ayant pas la même langue maternelle.
En cas d'urgence, la radio et certains téléphones GSM sont pourvus d'un dispositif permettant d'émettre un signal sonore spécifique imposant au conducteur un freinage d'urgence de son train. Dans certaines circonstances, comme la vue d'un obstacle sur une voie, le conducteur peut déclencher son émission à destination des autres trains dans le voisinage.

## Particularités du métier
Le métier de conducteur a des caractéristiques qui varient sensiblement selon le secteur géographique et le type des trains assurés. Les trains de banlieue ou périurbains sont en général des missions courtes et amènent à des changements fréquents de cabines de conduite aux deux extrémités du train (allers-retours nombreux). À l'inverse, un conducteur de trains grandes lignes ou fret peut passer plusieurs heures en tête de son convoi, et traverser tout un pays.

### Découchés
En France comme dans la majorité des pays où la durée des trajets l'exige, le conducteur est fréquemment amené à prendre des repos hors résidence (RHR), communément appelés découchés. Cela signifie qu'entre deux journées de service, il dort ailleurs qu'à son domicile. Le découcher se fait le plus souvent dans des résidences aménagées à cet effet par l'employeur (foyers), parfois à l'hôtel quand la taille de l'établissement ne le justifie pas.
Le découcher dure au minimum neuf heures, jusqu'à huit dans certains cas exceptionnels pour raison de service (il est alors nommé découché réduit), parfois de jour. Par exemple, un conducteur peut assurer une journée qui débute à 6 heures, finir à 13 h 30 puis reprendre le service à 22 h 30 pour finir le lendemain à 6 heures.
Dans cette durée qui court de la fin à la prise de service, le conducteur doit parvenir à prendre son repas, se laver et se reposer, même s'il dispose du minimum (8 heures).

### Rythme décalé
Suivant la réglementation, un conducteur peut être amené à travailler de nuit et se reposer le jour. De même qu'il peut être amené à se lever très tôt pour assurer les premiers trains du matin. Ce rythme est particulièrement préjudiciable à la santé à long terme, et la fatigue se ressent généralement d'une manière croissante suivant l'âge du conducteur. Nombre de conducteurs expérimentent des troubles du sommeil comme des insomnies ou un sommeil non réparateur. La somnolence est l'ennemi du conducteur et à certains moments il engage une véritable lutte contre le sommeil.

### Décades et périodes de repos hebdomadaire
Le mot décade définit une période de travail entre deux périodes de repos. La décade peut être constituée de 2 à 6 jours de travail consécutifs. En fin de décade le planning prévoit une période de repos (RP) de 1 à 3 jours. Lorsque ce repos n'est que de 1 journée alors il doit impérativement avoir lieu un dimanche, on le nomme repos sec.
La répartition des RPs est dite annualisée c'est-à-dire que sur une année calendaire un agent de conduite dispose de 116 repos qui peuvent être répartis selon les nécessités de service, mais en respectant toutefois la règle des 6 jours maximum pouvant constituer une décade et celle des périodes de RPs consécutifs de 1 à 3 jours.

### Jours fériés et dimanches
Ces jours sont travaillés de façon banale puisque les trains continuent de circuler. Le conducteur qui travaille un jour férié peut le récupérer au plus tard en fin du trimestre suivant. Certains aménagements peuvent être mis en place suivant des dépôts par exemple concernant les fêtes de fin d'année. En accord avec l'ensemble des conducteurs, les bureaux de commande peuvent par exemple s'efforcer d'attribuer le jour de Noël pour les agents ayant des enfants, et le jour de l’an pour les autres.
D'autres méthodes peuvent être mises en place pour assurer une équité entre les agents.

### Vacances d'été
Les vacances d’été représentent un casse-tête pour les bureaux de commande, car de nombreux agents souhaitent y prendre leurs congés pour être avec leur famille, alors que le nombre de trains y reste important compte tenu des voyages de loisirs.
Les dépôts s'organisent par des rotations sur plusieurs années pour permettre à tous de profiter des mois d'été, mais chaque année un grand nombre d'agents ne sont pas en mesure de le faire, et sont invités à les prendre en mai/juin ou septembre/octobre. Certains bureaux de commande autorisent un agent à permuter une période de congés d'été qui lui est attribuée par la rotation mais qui ne lui convient pas, avec un collègue qui dispose de la période souhaitée.

## Impact des conditions de travail
Ce métier a un impact important sur la vie extra-professionnelle des agents.
- Les rythmes de travail irréguliers mettent à l'épreuve la santé de l'agent.
- La vie de famille est particulièrement perturbée. La plupart des week-ends et des jours fériés sont travaillés, l'agent effectue fréquemment des découchés et les vacances sont rarement obtenues en même temps que les enfants. En outre, de nombreux agents n’ont leur service définitif que quelques jours à l'avance, il leur est donc très difficile de planifier des activités extra-professionnelles.

De nombreux conducteurs se plaignent de « ne pas voir leurs enfants grandir », et le nombre de divorces dans la profession est important.
Ces difficultés varient en fonction des services assurés par l'agent, et notamment de son roulement (planification de ses journées de travail). Par exemple, un roulement assurant essentiellement des services régionaux ou banlieue va généralement limiter le nombre de découchers, et le travail de nuit y est moins fréquent que dans un roulement assurant des trains de Fret.

## Effectifs et recrutement

### Effectifs
La SNCF comptait 14 500 conducteurs en 2014. En 2018, selon les données fournies par la SNCF, ils sont 14 496, dont 396 femmes ; Le Parisien indique cependant qu'« entre 2012 et 2018, la part de femmes chez les conducteurs de trains est passée de 4 % à 7 % ». 13 574 d'entre eux sont au statut, les 922 restants sont contractuels.

### Recrutement
Il faut être titulaire d'un CAP/BEP technique (électrotechnique, mécanique, électrique, etc.), d'un bac pro ELEEC, d'un bac pro MSMA, d'un bac STI2D ou d'un bac général pour être recruté.
Il est possible de postuler en ligne. Depuis février 2017, les candidats sont encouragés à suivre un MOOC (en français : cours en ligne ouvert et massif, CLOM) avant de postuler.
Après acceptation du dossier de candidature et réussite à l'entretien téléphonique, le candidat est invité à une session de recrutement comprenant une batterie de tests psychotechniques et de coordination (lecture, logique, compréhension de document, mémoire, gestion des priorités etc.) ainsi que deux entretiens, dont l'un avec un psychologue.
L'aptitude à la fonction de conducteur est accompagnée d'une visite médicale, avec notamment vérification de la vue (acuité et daltonisme), de l'ouïe, du cœur (électrocardiogramme) et du sang (détection annuelle de stupéfiants),. Le conducteur doit être en bonne santé, pour pouvoir discerner correctement les indications qui lui sont destinées (signalisation, radio) et ne pas risquer de malaise en ligne.
Les statistiques liées au recrutement font état d'un candidat sur quinze retenu à l'issue du processus de sélection. Les échecs des candidats aux tests psychotechniques et médicaux sont principalement liés aux tests d'audition (impact à long terme de certains dispositifs d'écoute de musique, ainsi que des expositions prolongés à un niveau sonore important) et à la détection de psychotropes (détection d'une consommation de stupéfiant jusqu'au-delà de 6 mois après absorption).

## Formation
La formation d'un conducteur de ligne SNCF est rémunérée environ 1 500 euros brut (hors primes) par mois et se déroule sur 11 mois. La partie théorique se déroule en centre de production et formation traction (CPFT) et la partie pratique est faite dans l'établissement d'attache du stagiaire.
La formation est réputée intense, technique et rigoureuse.
Le conducteur « stagiaire » passera six « modules », trois modules de situations « normales » puis trois modules en situations « perturbées ». Il sera régulièrement évalué à l'écrit et sur simulateur de conduite en centre de formation. Chaque module devra être validé, un par un, avec le passage d'un examen oral et pratique devant un CTT (Cadre Transport Traction). Entre chaque module, le conducteur stagiaire est « en ligne » en conduite sous la surveillance d'un « moniteur ». En cas de réussite à l'ensemble de ces modules, le stagiaire sera alors présenté à l'examen final.
Le taux d'échec au cours de la formation, avant examen final, est élevé (environ 60 %) tout comme le niveau d'exigence imposée par la direction. Il est demandé au stagiaire de maîtriser parfaitement l'ensemble de la réglementation, la technique liée à l'engin moteur, de savoir mener un dépannage de son engin moteur et gérer les anomalies qui peuvent survenir lors de la conduite de son train. Qu'il s'agisse des anomalies à la voie, de la signalisation, du frein, mécanique, etc. le stagiaire doit pouvoir y faire face pour préserver la sécurité des circulations.
À l'issue de la formation initiale et sous réserve de validation de l'ensemble des modules, le stagiaire passe un examen de trois parties écrit, oral et pratique auxquelles il doit avoir une moyenne de 12/20 pour être admis sans avoir eu de notes éliminatoires. Toute faute dite de « sécurité » (c'est-à-dire représentant un risque même des plus minimes pour les installations, le matériel, les circulations ou les voyageurs) est éliminatoire. Ce moment constitue un événement fort et redouté dans la carrière des « mécanos » de la SNCF dont beaucoup garderont un souvenir tout au long de leur carrière.

### Habilitation
Un conducteur n'est habilité à conduire que des engins pour lesquels il a reçu une formation technique, correspondant à certaines catégories de trains (la distinction se faisant essentiellement sur la vitesse), et sur des lignes qu'il connaît.
Cette habilitation est soumise à contrôles réguliers par l'encadrement (au minimum deux accompagnements en ligne par an).

### Formation TGV
La conduite à grande vitesse nécessite la formation à une règlementation spécifique (TVM, ERTMS). Le salaire d'un conducteur de TGV est de 2 500 euros en début de carrière de service, et donc nécessairement déjà en milieu ou fin de carrière.

#### Formation TVM
La formation TVM se déroule sur une période de deux à trois mois qui comprend : 
- l'acquisition de prérequis (trois jours à une semaine environ) ;
- une formation aux nouveaux engins (une semaine environ au sein d'un Technicentre) ;
- une formation d'une semaine en CPFT (Lille Hellemmes ou Noisy-Le-Sec) à la TVM en situation normale ;
- une seconde semaine de formation en CPFT dédiée la TVM en situations perturbées.

Chacun de ces modules est complété par un stage en ligne d'une à deux semaines permettant la mise en pratique des connaissances acquises ainsi que l'apprentissage de nouvelles connaissances lignes.
Les formations en CPFT comprennent l'utilisation de simulateurs et une validation en salle des acquis spécifiquement liés à la TVM.
En fin de formation TGV il est généralement prévu une formation d'une journée aux engins diesel BB67200 permettant d'assurer le secours en ligne des TGV. La validation de fin de stage comprend une partie théorique en salle au tableau (1 à 2 heures), et des validations en ligne sur LGV sur chaque engin nouvellement acquis.
Un conducteur TGV peut perdre les connaissances ligne et engin dont il disposait au préalable s'il ne circule plus sur les lignes ni sur les engins anciennement acquis. C'est le cas par exemple pour un conducteur de trains de banlieue qui accède aux TGV et qui choisit ensuite de ne conduire que des TGV.

#### Formation ERTMS
La formation ERTMS s'effectue après celle TVM.
Un nombre de trains minimum effectués en TVM constitue un prérequis à l'accès cette formation.
La formation ERTMS est constituée de deux sessions de formation, chaque session durant deux jours et demi. Les deux sessions sont réalisées en CPFT (Lille Hellemmes ou Noisy-Le-Sec) en salle et en simulateur.
- La première session est consacrée à la compréhension du système ERTMS et à la conduite en situation normale.
- La seconde session est consacrée aux situations perturbées.

Chaque session est sanctionnée par une validation en salle via un QCM comportant 40 questions à coefficients différents. Chaque candidat répond en utilisant un boitier électronique. Un seuil de réussite est fixé à 12/20 de moyenne. La moyenne des résultats obtenus en France aux QCM ERTMS oscille entre 17/20 pour le QCM passé à l'issue la session en situations "normales" et 18/20 pour le QCM passé à l'issue de la session en situations "perturbées". En cas d'échec le stagiaire peut bénéficier d'une seconde formation.La validation finale comprend à l'heure actuelle deux parties : une partie orale (questions posés par un examinateur , réponses sur un tableau avec dessins de schémas explicatifs si besoin ) et après réussite d'une partie "pratique" en situation réelle de conduite sur un TGV EN SERVICE COMMERCIAL (train d'essais)pour vérification des réactions de l'agent en situations perturbé .

### Formation continue
Les entreprises ferroviaires européennes ont des pratiques assez différentes en la matière.
Une fois le conducteur nommé, ses connaissances de lignes et d'engins sont limitées (et se limitent parfois à un engin unique). Les connaissances s'acquièrent au fur et à mesure de la carrière, et le conducteur se voit affecté (s'il le souhaite) à des services d'une technicité croissante. Après quelques années, le conducteur peut devenir « moniteur » et participer à son tour à la formation d'une nouvelle recrue.
D'autres entreprises préfèrent allonger la durée de formation initiale afin de former des conducteurs véritablement polyvalents. C'est par exemple le cas de la Suisse[réf. nécessaire], où les conducteurs connaissent dès leur nomination la quasi-totalité des séries d'engins et sont aptes à tous les services assurés par leur dépôt (cette pratique tendant toutefois à perdre du terrain, les agents étant spécialisés grandes lignes / régional / cargo).
Les conducteurs déjà expérimentés peuvent, si les besoins l'exigent, circuler à l'étranger, en apprenant la réglementation du pays visité (réglementation parfois allégée et limitée aux seuls cas rencontrés sur le parcours d'interpénétration). On peut penser que le développement de l'ERTMS/ETCS facilitera les parcours à l'étranger.
Les compétences du conducteur sont régulièrement vérifiées par son encadrement, que ce soit par des accompagnements en ligne, ou par des journées de formation en salle, au cours desquelles les nouveautés réglementaires, retours d'expérience, etc. sont évoqués.
En France comme dans l'Union Européenne, chaque conducteur doit bénéficier au moins deux fois par an de chacun de ces dispositifs[réf. nécessaire].
Les normes européennes prévoient de plus que l'agent peut subir un examen écrit nominatif à l'issue de ces sessions de formation continue[réf. souhaitée], bien que cette pratique ne soit pas encore en place à la SNCF car les Organisations Syndicales s'y opposent. Elles considèrent que cette pratique reporte sur le seul conducteur (et sur son temps libre) l'obligation de formation continue et de mise à jour des connaissances.

## Salaire
Le salaire d'un conducteur SNCF est composé d'une partie fixe, et d'une partie variable, celle-ci atteignant parfois la moitié du total. Le salaire d'un conducteur en début de carrière est de 1 200 € net pour un conducteur de manœuvre et lignes locales (CRML) ou 1 750 € brut pour un conducteur de ligne (CRL TB) (hors primes). En fin de carrière, le salaire total peut atteindre 4500 € brut par mois  pour un conducteur de TGV, primes comprises. 

### Partie fixe
La partie fixe comporte principalement :
- le traitement qui dépend principalement du grade et de l'ancienneté du conducteur ;
- une prime de fin d'année versée en décembre.

Ces éléments sont fixés sur une grille de rémunération commune à toute l'entreprise sur laquelle l'agent évolue par un processus de notation prenant en compte, entre autres, l'ancienneté.

### Partie variable
La partie variable ou éléments variables de solde (EVS), plus communément appelés primes, se compose ainsi, :
- allocations de déplacement ;
- indemnités de travail de nuit ;
- indemnités de travail de milieu de nuit (tranches horaires de 0h30 à 4h30) ;
- indemnités de travail dimanche et jours de fêtes.
- primes de traction déterminées par le service effectué.

D'autres indemnités sont prévues pour reconnaître des sujétions ou des événements exceptionnels, comme la gratification pour découverte d'avaries.

### Cotisations
Comme tout salarié, le conducteur de trains se voit prélever sur son salaire les cotisations sociales à destination d'organismes comme la Caisse de Prévoyance et de Retraite (Sécurité sociale et caisse de retraite), de même que la CSG et la CRDS.

### Mythes
Des « informations » inexactes ou approximatives, voire des légendes urbaines, circulent régulièrement sur les conditions de travail et de rémunération des cheminots, et notamment des conducteurs.
La prime de charbon n'existe plus depuis la fin de la traction vapeur (1974).
Le salaire d'un conducteur de TGV est souvent pris comme un exemple par les médias ou les hommes politiques. Le chiffre réel est pour un conducteur de TGV en fin de carrière d'environ 4 500 euros primes comprises. Les conducteurs de TGV ne représentent qu'une minorité des conducteurs (environ 1 500 sur 14 500 conducteurs, en 2014). 
Une large partie de la rémunération est versée sous forme de primes ce qui peut la faire varier fortement d'un mois sur l'autre. Notamment, la prime de traction qui en représente une grosse part est essentiellement liée au kilométrage effectué qui varie beaucoup selon les services effectués, les conducteurs de TGV étant logiquement avantagés à temps de conduite égal. Ces fortes variations sont préjudiciables lorsque le conducteur est en arrêt maladie par exemple ; il peut alors perdre plusieurs centaines d'euros sur son salaire net.
Les jours de grève ne sont pas payés (mais des caisses de grève peuvent être mises en place par certains syndicats). Les droits de retraits, censés résulter d'un danger grave et imminent mettant en danger la sécurité des personnes, sont quant à eux rémunérés et peuvent être utilisés par les conducteurs de trains s'ils le jugent nécessaire (le plus souvent dans des cas d'agression physique d'un autre conducteur).